# フランスのエネルギー政策
この項目では、フランスのエネルギー政策（フランスのエネルギーせいさく）について述べる。

## 概要

### 原子力発電の推進
フランスはエネルギー資源に乏しい国であるが、47.2%という高水準の自給率を維持している。それは同国が1973年の第一次石油危機を契機として省エネルギーと現在電力のおよそ78%を賄う原子力発電を中心とするエネルギー計画を策定・推進してきたためである。

### フランス電力
フランスのエネルギー資源は環境エネルギー・効率局 (ADEME) の指揮の下、第二次世界大戦後の経済牽引役として1946年に設立されたフランス電力 (EDF　旧フランス電力公社) 、フランスガス公社 (GDF) 、フランス採炭会社 (CDF) 、フランス原子力庁 (CEA) の各政府機関が管理してきた。2000年以降には、政府が株式70%以上を維持する条件で一部部門の民営化も推進されており、民営化された会社としては石油ではトタル、原子力では同庁の子会社コジェマなどがある。1999年以降の欧州全域での電力取引を目的とした電力市場自由化により、2004年からはEDFが欧州諸国に電力を供給する政策が推進されている。

### 今後の展望
2003年11月、フランス政府は今後30年間のエネルギー戦略に関するエネルギー白書 (Livre blanc sur les energies) を発表。その中でエネルギーの安定供給、環境の保護（特に切迫した課題として地球温暖化及び石油資源枯渇）、大型エネルギー消費企業及び国の経済競争力に対する貢献、競争力ある低価格なエネルギー供給を目標に掲げた。

## 政策目標
- 省エネルギー、長期間にわたる原子力発電を軸としたエネルギー供給の保障と確保
- 世界エネルギー市場におけるフランス企業の競争力確保およびフランス国内の雇用確保を目的とした経済効率向上と安価なエネルギー価格の安定
- エネルギー供給源の多様化、主に環境負荷の少ない再生可能エネルギーの供給促進
特に地球温暖化に関して、フランスは京都議定書ならびにEU負荷分担メカニズム (EU burden-sharing mechanism) の下で、EU加盟国全体として2008～2012年中にCO2排出量を1990年より8%低いレベルに下げる義務を負っている。

## 再生可能エネルギー振興策
2001年9月27日、国内電力市場において再生可能エネルギー源から生成された電力を振興するEU指令が採択された。この指令に基づきフランスは、2010年における再生可能エネルギーが国内電力市場総消費量の21%を占めるまで生産量を増やすという目標値を設定した。
再生可能エネルギー源としては風力発電や太陽光発電、バイオマスが提唱されており、2001年にフランスはEU15か国の生産量の20%を占める再生可能エネルギーを生産した。
フランスでのバイオマス発電は装置コジェネレーションの技術進歩により、飛躍的に発電量が伸張している。

## 関係機関
- 国際エネルギー機関（IEA）
- 欧州連合（EU）